# Adhémar Barré de Saint-Venant
Pour les articles homonymes, voir Famille Barré de Saint-Venant et Barré de Saint-Venant.
Adhémar Barré de Saint-Venant, né le 6 fructidor an V (soit le 23 août 1797) au château de Fortoiseau, à Villiers-en-Bière (Seine-et-Marne) et mort le 6 janvier 1886 à Saint-Ouen (Loir-et-Cher), est un ingénieur, physicien et mathématicien français.

## Biographie
Fils de Jean Barré de Saint-Venant (Niort, 1737 - Paris, 7 février 1810), officier, colon à l’Île de Saint-Domingue, et de Marie-Thérèse Joséphine Laborie (Cap-Français, auj. Cap-Haïtien, Haïti, 1769 - ?), il entre 2e à l'École polytechnique en 1813, est classé 1er à la fin de la première année. 
À la fin mars 1814, les armées coalisées approchant de la capitale, les Polytechniciens sont mobilisés en vue de la bataille de Paris (1814). Saint-Venant, en tant que major, est premier sergent d'un contingent d'artilleurs qui doivent porter leurs batteries sur les forts de Paris. Alors qu'ils progressent, Saint-Venant se tourne vers ses camarades et leur déclare : « Ma conscience me défend, dût-on me fusiller, de combattre pour l’usurpateur,! » L’École polytechnique, après la capitulation de Paris, resta fermée pendant plusieurs semaines ; quant à Saint-Venant, déclaré déserteur, il s'abstint prudemment de reprendre les cours à l’École polytechnique. Son condisciple Chasles qui, comme ses autres camarades, l'avait d'abord méprisé, écrira plus tard à propos de cet événement : « Lorsque Barré de Saint-Venant croyait sa conscience engagée, ou son droit certain, on l’aurait coupé en morceaux sans obtenir la moindre concession. L’accusation de lâcheté était absurde. Follement audacieux, au contraire, il avait montré, le 30 mars, cent fois plus de résolution et d’énergie pour affronter l’indignation de ses chefs et les huées de ses camarades, et pendant deux ans à l’École des ponts et chaussées leur injurieux silence, que pour s’exposer à la lance des cosaques. »
Lors de la Première Restauration, élève de Gay-Lussac, il se passionne d’abord pour la chimie, ce qui le conduit à opter, à sa sortie, pour le Service des poudres et salpêtres (ancienne régie rattachée au Ministère des Finances, devenue la Société nationale des poudres et explosifs, et dont l'école d'application est devenue l'École nationale supérieure de techniques avancées), où il se signale par la découverte d’un procédé rapide de dosage du chlore. Huit ans après, le gouvernement de la Restauration l’admet sans examen à l’École des ponts et chaussées. Bravant toutes les protestations, Saint-Venant suit tous les cours, passe les examens d'où il sort premier en 1825 et fera partie du corps des Ponts et Chaussées pendant plus de vingt ans.
Affecté en premier poste à Guéret, il s'y fait remarquer par la construction d'un pont en charpente sur la Creuse, où il fait intervenir pour la première fois la « théorie du glissement » qu'il devait développer plus tard, et qui assoit sa réputation de physicien et de mathématicien. Bien qu’il n’ait jamais eu d’attaches professionnelles ou personnelles avec la Sologne, il s'intéresse très tôt à cette région alors réputée pour son insalubrité et sa misère, par pure philanthropie. En octobre 1826, il effectue un premier voyage dans la région, puis un second en 1828. Il conçoit alors le projet d’un canal permettant d'amener en Sologne la marne des confins du Berry, et les eaux chargées de marne de la Sauldre en vue de l'irrigation d'une partie de la région. En 1844, au cours d’un troisième voyage, il parfait son enquête et dresse les plans du canal de la Sauldre, qu'il propose vainement au ministère des Travaux publics, mais qui sera, avec d'importantes modifications par rapport au projet initial, effectivement réalisé de 1848 à 1868, sans que personne se réfère alors ni à ses travaux, ni à son rôle en faveur de la Sologne.
Il est ensuite attaché au service du canal d'Arles, puis à celui du Nivernais, au canal des Ardennes (1830) et enfin au service de l'Yonne. Simultanément, il soumet à l'Académie des sciences différents essais : l'un sur les limites de la déformation élastique qu'un corps peut endurer, l'autre sur la dynamique des intumescences à la surface d'un cours d'eau. Ces travaux le font connaître des savants de Paris, et c'est ainsi qu'en 1837-38, Coriolis, malade, lui demande d'assurer à sa place les cours de mécanique appliquée de l’École des ponts et chaussées.
De 1838 à 1849, Adhémar Barré de Saint-Venant présente divers mémoires à l'Académie des sciences, dont deux portant sur la résistance et la flexion des solides élastiques, dans lesquelles il expose la fameuse théorie du « glissement » qui lui doit son nom. Parmi les nombreux travaux qui suivirent, deux retiennent l'attention des scientifiques : un mémoire sur la torsion des prismes (1855), et un autre sur la flexion (1856) où il montre les déformations éprouvées par un corps cylindrique ou prismatique (« problème de Saint-Venant »). Ces deux mémoires, malgré quelques imperfections relevées par Vicat (le cisaillement n'est pas pris en compte dans l'étude de la flexion) et Lamé, marquent l'acte de naissance des méthodes semi-inverses en mécanique . Elles exerceront une influence profonde sur l’École allemande (Weisbach, Bach puis Müller-Breslau, Prandtl et     Reissner) et annoncent les méthodes variationnelles modernes.
Hydraulicien reconnu, Barré de Saint-Venant est cependant nommé en 1843 ingénieur en chef et attaché à la voirie (le « pavé ») de la ville de Paris, où il contribue à faire accepter le principe des plantations d'arbres le long des grandes avenues. En 1848, il est mis à la retraite par le gouvernement provisoire. Il se voit confier, en 1850, le cours de génie rural de l'Institut agronomique. Cette institution ayant été supprimée en 1852, il rentre dans la vie privée tout en continuant ses travaux scientifiques qui donnent lieu à de nombreuses publications.
On doit encore à Saint-Venant de nombreuses publications (La question du choc des barres, 1853-1866 ; La théorie générale de l'élasticité, 1868 ;  Du roulis sur mer houleuse, 1871, etc.). Toutes ces études lui valent d'être reçu en 1868 à l'Académie des sciences.
À partir de 1871 il publie une série d'articles sur les écoulements dans les cours d'eau qui donneront leur nom aux équations de Saint-Venant,,. Par la suite il continuera à s'intéresser à la mécanique des fluides.
Il est fait chevalier de la Légion d'honneur le 25 avril 1847, puis officier de la Légion d'honneur le 13 août 1865.
Le 27 août 1869, Adhémar Barré de Saint-Venant reçoit du pape Pie IX le titre de comte héréditaire en raison de son activité pour le rayonnement du catholicisme. Il est par ailleurs président de la Société archéologique du Vendômois ; à ce titre, il fait paraître en 1863 un Rapport sur le projet de rédaction d'un dictionnaire géographique de l'arrondissement de Vendôme, qui devait servir de point de départ à son fils Raoul (1845-1920) pour son Dictionnaire topographique, historique, biographique, généalogique et héraldique du Vendômois (3 volumes, 1914-1917).
Il est enfin le maître de Alfred-Aimé Flamant et de Joseph Boussinesq.

## Publications
- « Mémoire sur la torsion des prismes, avec des considérations sur leur flexion, ainsi que sur l'équilibre intérieur des solides élastiques en général, et des formules pratiques pour le calcul de leur résistance à divers efforts s'exerçant simultanément (lu le 13 juin 1853) », Mémoires présentés par divers savans à l'Académie royale des sciences de l'Institut de France, et imprimés par son ordre, t. 14,‎ 1856, p. 233-569 (lire en ligne)